# 2014年アフガニスタン大統領選挙
2014年アフガニスタン大統領選挙（2014ねんアフガニスタンだいとうりょうせんきょ、パシュトー語: د 2014 کال ولسمشریزو ټاکنو）は、2014年に行われたアフガニスタン・イスラーム共和国の大統領を選出する選挙である。
2014年4月5日に第1回投票、同年6月14日第2回投票（決選投票）が実施された。当選者はアシュラフ・ガニー・アフマドザイ。

## 概要
ハーミド・カルザイ大統領は、憲法の3選禁止規定により立候補出来ない。
決選投票の暫定結果は7月2日、最終結果は同月22日に発表される予定だったが、不正疑惑が浮上し、すべての票の点検・再集計作業が行われた。
アメリカの仲介もあり、選挙に敗れた側も重要なポストを担うことで合意していたが、ポストの権限についてまとまらず、再集計終了が発表された後も選挙結果が発表されていなかったが、両者が9月21日に挙国一致の政権づくりに向けた合意文書に署名。同日、ガニーが新大統領となることが発表された。

## 選挙制度
第1回投票で過半数を得票する者がいなかった場合には、上位2名による決選投票が実施される。
有権者は18歳以上。

## 候補者

### 立候補者
27人が立候補の届け出を行い、11人が独立選挙委員会による資格審査を通過し立候補を認められた。
- アブドラ・アブドラ（アブドッラー・アブドッラー） - 元外務大臣
- ダーウード・スルターンゾイ - 元人民議会議員
- アシュラフ・ガニー・アフマドザイ - 元財務大臣
- ザルマイ・ラスール - 前外務大臣
- クトゥブッディーン・ヒラール - 元副首相
- グル・アーガー・シェールザイ(モハンマド・シャフィーク) - 前ナンガルハール州知事
- アブドゥルラッブ・ラスール・サイヤーフ - 国会議員
- ヒダーヤト・アミーン・アルサラー - 元副大統領、元財務大臣

### 選挙戦から撤退した候補者
- アブドゥルカイユーム・カルザイ - カルザイ大統領の兄
- アブドゥッラヒーム・ワルダク - 前国防大臣
- サルダール・モハンマド・ナディール・ナイーム - ムハンマド・ダーウード・ハーンの甥

## 選挙活動
2013年11月20日、資格審査を通過し立候補を認められた11人が発表された。
2014年2月2日、選挙戦開始。
3月5日、アブドゥルカイユーム・カルザイが選挙戦からの撤退を発表（ザルマイ・ラスールを支持）。
3月16日、アブドゥッラヒーム・ワルダクが選挙戦からの撤退を表明。
3月26日、サルダール・モハンマド・ナディール・ナイームが選挙戦から撤退（ザルマイ・ラスールを支持）。
4月5日、投票が実施された。ターリバーンが選挙の妨害を予告しており、実際にテロが発生、4月5日の投票当日だけで各地のテロで20人が死亡した。しかし、妨害の規模は想定を下回るもので、投票率は前回より高いものとなった。
4月26日、開票率100%の暫定結果が発表された。確定結果は5月14日に発表。
| 候補者名                                               | 第1回投票 | 第1回投票 |
| 候補者名                                               | 得票      | %         |
| ------------------------------------------------------ | --------- | --------- |
| アブドッラー・アブドッラー                             | 2,973,706 | 44.9%     |
| モハンマド・アシュラフ・ガニー・アフマドザイ           | 2,082,417 | 31.5%     |
| ザルマイ・ラスール                                     | 759,540   | 11.5%     |
| アブドゥルラッブ・ラスール・サイヤーフ                 | 468,340   | 7.1%      |
| クトゥブッディーン・ヒラール                           | 180,859   | 2.7%      |
| モハンマド・シャフィーク・グル・アーガー・シェールザイ | 106,673   | 1.6%      |
| モハンマド・ダーウード・スルターンゾイ                 | 30,737    | 0.5%      |
| ヒダーヤト・アミーン・アルサラー                       | 15,394    | 0.2%      |
| 合計                                                   | 6,617,666 |           |
| 無効票                                                 | 275,150   |           |
| 投票総数                                               | 6,892,816 |           |

5月3日、グル・アーガー・シェールザイが、決選投票でのアブドッラー・アブドッラーに対する支持を表明。
5月11日、ザルマイ・ラスールが、決選投票でのアブドッラー・アブドッラーに対する支持を表明。
5月15日、第1回投票の最終結果が発表された。決選投票は6月14日に実施。
6月14日、決選投票が行われた。
7月2日、独立選挙委員会が、透明性確保を理由に暫定結果発表を同月7日に延期すると発表した。
7月7日、決選投票の暫定結果が発表された。第1回投票で1位であったアブドッラー・アブドッラーの陣営は不正があったとして結果の受け入れ拒否を表明した。
7月13日、アブドッラー、ガニー両陣営が、全票の再集計の実施することで合意した。再集計作業は同月17日から開始され、9月5日に再集計の終了が発表された。
9月21日、両候補が挙国一致政権の枠組みに関する合意文書に署名し、同日、独立選挙委員会によりアシュラフ・ガニーの当選が発表された。

## 選挙結果
| 候補者             | 候補者                                 | 所属政党         | 第1回投票 | 第1回投票 | 第2回投票 | 第2回投票 |
| 候補者             | 候補者                                 | 所属政党         | 得票数    | 得票率    | 得票数    | 得票率    |
|                    | アシュラフ・ガニー                     | 無所属           | 2,084,547 | 31.56%    | 4,485,888 | 56.44%    |
|                    | アブドラ・アブドラ                     | 国民連合         | 2,972,141 | 45.00%    | 3,461,639 | 43.56%    |
|                    | ザルマイ・ラスール                     | 無所属           | 750,997   | 11.37%    |           |           |
|                    | アブドゥル・ラスル・サイヤフ           | イスラム宣教機構 | 465,207   | 7.04%     |           |           |
|                    | クトゥブッディーン・ヒラール           | 無所属           | 181,827   | 2.75%     |           |           |
|                    | グル・アーガー・シェールザイ           | 無所属           | 103,636   | 1.57%     |           |           |
|                    | モハンマド・ダーウード・スルターンゾイ | 無所属           | 30,685    | 0.46%     |           |           |
|                    | ヒダーヤト・アミーン・アルサラー       | 無所属           | 15,506    | 0.23%     |           |           |
| 有効票（有効率）   | 有効票（有効率）                       | 有効票（有効率） | 6,604,546 |           | 7,947,527 |           |
| 無効票（無効率）   |                                        |                  |           |           |           |           |
| 投票総数（投票率） |                                        |                  |           |           |           |           |
| 棄権者数（棄権率） |                                        |                  |           |           |           |           |
| 有権者数           | 有権者数                               | 有権者数         |           | 100.0%    |           | 100.0%    |
| 出典：外務省       |                                        |                  |           |           |           |           |